# میبل مانزوتی
میبل مانزوتی (انگلیسی: Mabel Manzotti; ۲۸ ژوئیهٔ ۱۹۳۸ – ۲۵ ژانویهٔ ۲۰۱۲) بازیگر، و سیاستمدار اهل آرژانتین بود.